# Grupo Lo Monaco
 Grupo Lo Monaco  é uma empresa espanhola com sede na Área Metropolitana de Granada, especializada na venda de colchões e complementos para o descanso —almofadas, edredões nórdicos, etc...
Foi fundada por Livio Lo Monaco e Beatriz Muñoz. A sua atividade é reconhecida principalmente pela venda de equipamentos de descanso e por introduzir os colchões de látex em Espanha, embora tenham começado o seu percurso a vender artigos de mobiliário para o lar.

## História

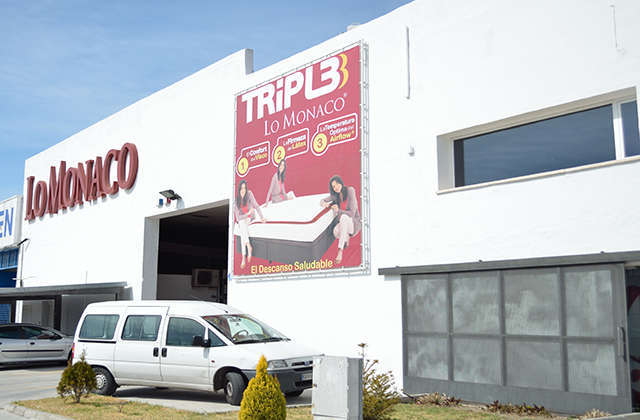
Sede central do Grupo Lo Monaco (Granada)

Em 1996 , o projeto foi iniciado através da venda de produtos de mobiliário do lar e mediante um sistema de comercialização não tradicional de visitas ao domicílio. Como ferramenta de comunicação, utilizam-se campanhas publicitárias em televisão com base na experiência profissional dos fundadores em empresas italianas, com sistemas de comercialização semelhantes. Esta via de comunicação acompanhou a empresa durante toda a sua trajetória.
Em 1998, o grupo começou a venda de produtos de descanso, com a comercialização no mercado espanhol do colchão de látex, sendo, desde esse momento, o seu produto principal.
Entre 2002 e 2005, deu-se o período de expansão da empresa no qual se abandonou a linha de mobiliário, passando a ser a venda de produtos de descanso a sua única atividade. O aumento da atividade comercial obrigou a direção a reformular a estrutura interna da empresa. Cria-se um conselho de administração formado pelos dois sócios iniciais e dois conselheiros externos: José Luis Nueno e Miguel Ángel Llano, ao mesmo tempo Alfredo de la Moneda passa a ser o diretor-geral (2002 - atualidade).
Em 2005, o grupo inclui a empresa Lo Monaco Hogar Canarias, encarregada de comercializar os produtos do grupo nas Ilhas Canárias e Lo Monaco Distribución com a finalidade de integrar verticalmente a logística. Em janeiro deste ano, Miguel Ángel Llano assumiu o cargo de conselheiro delegado.
Em 2007, a empresa sofreu mais alterações que culminaram com o lançamento de um colchão viscoelástico. Em 2010, o Grupo Lo Monaco lançou uma linha de produtos de descanso, que se adaptam às características morfológicas do utilizador.

## Logística

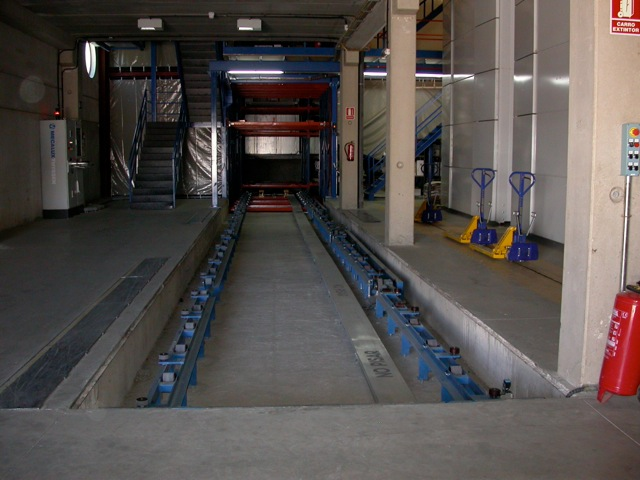
Armazém do Grupo Lo Monaco (Granada)

O grupo tem uma empresa coparticipada a 50% com um especialista logístico: Lo Monaco Distribución, com sede em Guadalajara, para a distribuição física para toda a península espanhola e Ilhas. Esta empresa realiza a entrega, instalação, montagem e desmontagem dos produtos vendidos.
No sul do país, é tudo gerido desde o município de Peligros, onde está a sede do grupo, a escassos 4 quilómetros da cidade de Granada, e existe também uma delegação nas Canárias.

## Responsabilidade social corporativa
A empresa colaborou com o programa Pillows & Pillows – Desarrollo & Development da Fundação Women Together: um projeto que favorecia a criação de um canal de distribuição para produtos de microcrédito e desenvolvimento. O Grupo Lo Monaco facilitou as necessidades de enchimento das almofadas que foram exibidas na mostra e a fundação expôs o trabalho de muitas mulheres artesãs de diversos países de todo o mundo, seguindo diversas técnicas de elaboração.
Colaborou igualmente com associações como: Fundação Intervida, a Casa da Água de Coco, Médicos do Mundo, Cooperação internacional, Apfem, Cruz Vermelha, Mãe Coragem, Mensageiros da Paz Granada, Titiritas Clown, Fundação Vicente Ferrer e Associação de Síndrome de Down.
Também recebeu a acreditação de “Empresa Solidária ” , outorgada pela ONG Cooperação internacional e a medalha de bronze da Cruz Vermelha.

## Associações
O Grupo Lo Monaco pertence à Associação Espanhola de Comércio Eletrónico, que integra empresas e entidades interessadas no desenvolvimento da economia digital.

## Televisão e publicidade
Lo Monaco utiliza como canais de comunicação a televisão, internet e os centros comerciais, embora se reconheça a empresa a nível espanhol pela sua presença constante em programas de televisão.

## Galeria

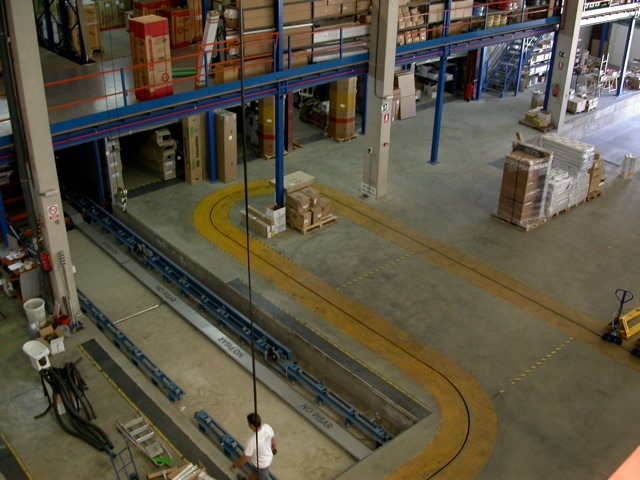
Silo do Grupo Lo Monaco (Granada)
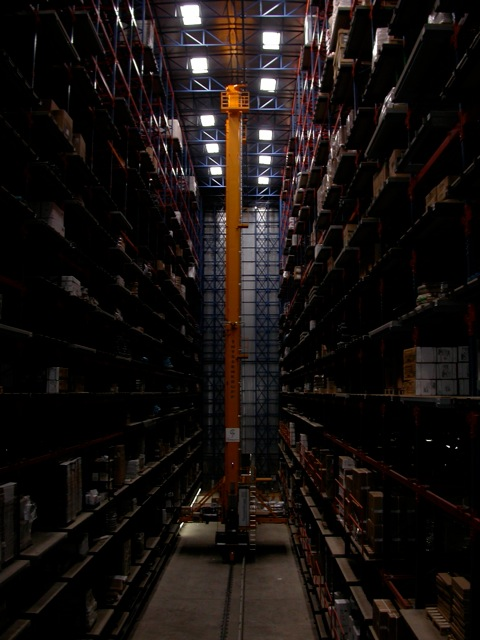
Gestão armazém Grupo Lo Monaco
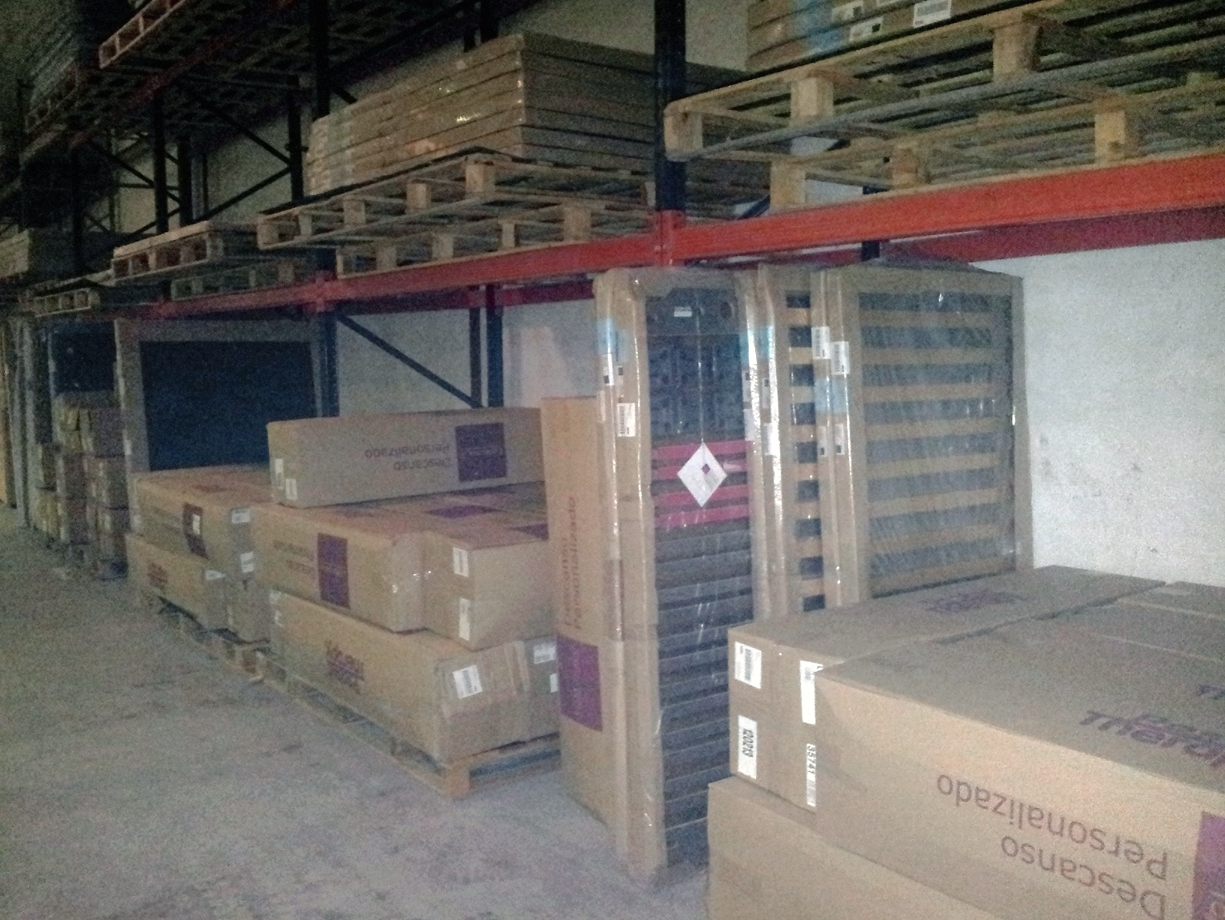
Armazém da Lo Monaco na sua sede central (Granada)